# Яременко Порфирій Кирилович
Порфирій Кирилович Яременко (8 листопада 1910, село Попівка, тепер Конотопський район, Сумська область — 1989, Львів) — український вчений, педагог, історик української літератури. Кандидат філологічних наук (1939), доцент (1943), доктор філологічних наук (1967), професор (1969).

## Життєпис
У 1936 році закінчив Харківський державний університет імені Максима Горького, в 1939 році закінчив аспірантуру при цьому університеті. До 1941 року працював викладачем української літератури Харківського державного університету імені Максима Горького. З 1942 по 1944 рік працював викладачем Об'єднаного державного українського університету.
У 1944—1960 роках — доцент Львівського державного педагогічного інституту.
З 1960 року викладав у Дрогобицькому державному педагогічному інституті імені Івана Франка. Сфера зацікавлення — українська полемічна література. Автор низки монографій та статей.
У 1976 році вийшов на пенсію, продовжував працювати професором-консультантом кафедри української літератури Дрогобицького державного педагогічного інституту імені Івана Франка.
Помер у 1989 році.

## Доробок

### Монографії[3]
- Яременко, П. К. Іван Франко про літературно-естетичне виховання. – Львів: Видавництво при Львівському університеті, 1957. – 79 с.
- Яременко, П. К. "Пересторога" - український антиуніатський памфлет початку XVII ст. – Київ: Видавництво АН УРСР, 1963. – 164 с.
- Яременко, П. К. Український письменник-полеміст Христофор Філалет і його "Апокрисис". – Львів: Видавництво Львівського університету ім. І. Франка, 1964. – 110 с.
- Яременко, П. К. Іван Вишенський. — Київ: Вища школа, 1982. – 141 с.
- Яременко, П. К. Мелетій Смотрицький: Життя і творчість. — Київ: Наукова думка, 1986. – 159 с.

### Статті[4]
- Яременко П. К. Гуманізм Івана Вишенського. – Жовтень, 1971 р., № 7, с. 114 – 122.
- Яременко П. К. До джерел давньоукраїнського гуманізму. // Секуляризація духовного життя на Україні в епоху гуманізму та Реформації. – К., Наукова думка, 1991 р., с. 10 – 25.
- Яременко П. К. До питання про еволюцію світогляду Мелетія Смотрицького. // Українська література 16 – 18 ст. та інші слов’янські літератури. – К., Наукова думка, 1984 р., с. 96 – 116.